# 仲丁灵
仲丁灵（别名地乐胺）是一种除草剂，分子式为C14H21N3O4，属于二硝基苯胺衍生物。它可以4-叔丁基氯苯为原料，经硝化、胺化等多步反应制得。它可以通过液相色谱-质谱来检测。